# Plano Fome

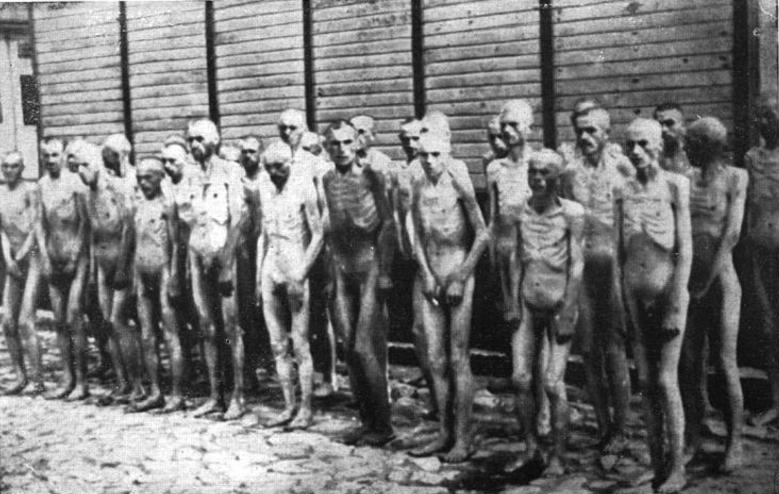
Prisioneiros de guerra soviéticos nus no campo de concentração de Mauthausen.

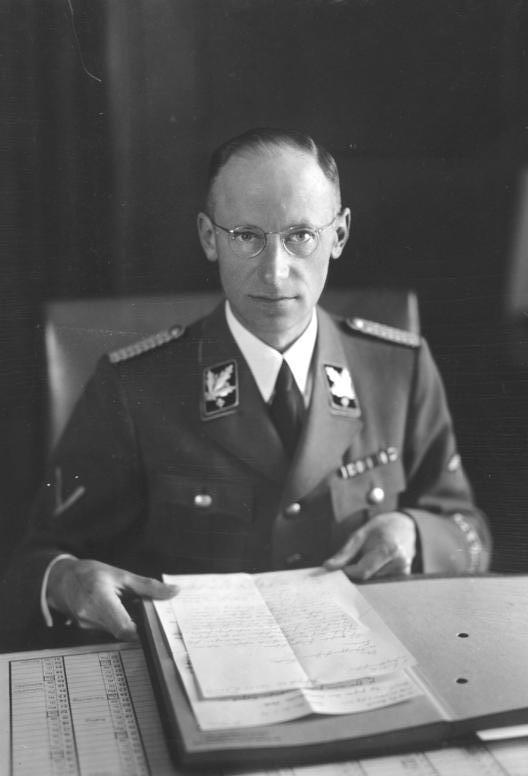
Herbert Backe foi o arquiteto do plano.

Plano Fome (em alemão:  der Hungerplan; der Backe-Plan) foi um plano desenvolvido pela Alemanha nazista durante a Segunda Guerra Mundial para tomar alimentos da União Soviética e entregá-lo a soldados e civis alemães; o plano implicou a morte por fome de milhões de eslavos "racialmente inferiores" seguindo a Operação Barbarossa, a invasão da União Soviética em 1941. A premissa por trás do Plano Fome era a de que a Alemanha não era autossuficiente em suprimentos alimentares e, para sustentar a guerra e manter a moral doméstica necessária, precisava obter o alimento de terras conquistadas a qualquer custo.
Foi um programa de fome projetada, planejada e implementada como um ato de política. Este plano foi desenvolvido durante a fase de planejamento para a invasão da Wehrmacht (Forças armadas alemãs) e providenciou o desvio dos alimentos da Ucrânia para fora do centro e norte da Rússia e redirecionando-os para o benefício do exército invasor e da população da Alemanha. O plano resultou na morte de milhões de pessoas e foi um meio de assassinato em massa delineado em vários documentos, incluindo um que se tornou conhecido como "Folha Verde" de Göring, que citou uma série de "20 a 30 milhões" de mortes russas esperadas pelas "ações militares e crises de fornecimento de alimentos".